# Liste öffentlicher Bücherschränke in der Freien Hansestadt Bremen
Dieser Artikel enthält öffentliche Bücherschränke in der Freien Hansestadt Bremen und erhebt keinen Anspruch auf Vollständigkeit. Ein öffentlicher Bücherschrank ist ein Schrank oder schrankähnlicher Aufbewahrungsort mit Büchern, der dazu dient, Bücher kostenlos, anonym und ohne jegliche Formalitäten zum Tausch oder zur Mitnahme anzubieten. In der Regel sind die öffentlichen Bücherschränke an allen Tagen im Jahr frei zugänglich. Ist dies nicht der Fall, ist dies in den Listen in der Spalte Anmerkungen vermerkt.

## Liste
Die Liste ist anhand der beiden Städte Bremen und Bremerhaven aufgeteilt. Derzeit sind in der Freien Hansestadt Bremen 22 öffentliche Bücherschränke erfasst (Stand: 24. November 2022):

### Bremen
| Bild                                                                            | Ausführung        | Stadtteil                 | Stadtbezirk | Seit      | Anmerkung                                                    | Lage                                            |
| ------------------------------------------------------------------------------- | ----------------- | ------------------------- | ----------- | --------- | ------------------------------------------------------------ | ----------------------------------------------- |
|                                                                                 | Schrank           | Blumenthal                | Nord        |           | Kleiner Schrank im Schulgebäude                              | ⊙ Lüder-Clüver-Straße 10                        |
|                                                                                 | Regal             | Buntentor                 | Süd         |           | Nur während der Öffnungszeiten des Kiosks                    | ⊙ Roter Kiosk am Weserdeich beim Deichschart    |
|                                                                                 | Metallschrank     | Findorff                  | West        | März 2015 |                                                              | ⊙ Mitte Zwickauer Straße, nahe Findorff-Markt   |
|                                                                                 | Stahlschrank      | Gartenstadt Süd           | Süd         | Juni 2014 |                                                              | ⊙ Auf dem Gottfried-Menken-Platz                |
|                                                                                 | Büchertauschregal | Obervieland               | Süd         | Apr. 2017 | [ 1 ]                                                        | ⊙ Habenhauser Windmühlenberg 63                 |
|                                                                                 | Büchertauschhaus  | Innenstadt                | Mitte       |           | Aktion wurde 2016 beendet                                    | ⊙ In der Lloydpassage                           |
|                                                                                 | Regal             | Innenstadt                | Mitte       |           | Nur während der Öffnungszeiten des Marktes                   | ⊙ Im Edeka-Markt im ehemaligen Postamt Bremen 5 |
| Öffentlicher Bücherschrank in Bremen. Standort Pappelstraße auf dem Delmemarkt. | Stahlschrank      | Neustadt                  | Süd         | Juni 2013 |                                                              | ⊙ Auf dem Delmemarkt, Pappelstraße              |
|                                                                                 |                   | Osterdeich                | Ost         |           | Nur während der Öffnungszeiten vom Bürgerhaus Weserterrassen | ⊙ Osterdeich 70B                                |
| Öffentlicher Bücherschrank in Bremen, Scharnhorststraße 19                      | Holzschrank       | Schwachhausen             | Ost         | Juli 2015 |                                                              | ⊙ Scharnhorststraße 19                          |
|                                                                                 | Bücherschrank     | Sebaldsbrück              | Ost         | Mai 2017  |                                                              | ⊙ Vahrer Straße / Parsevalstraße                |
|                                                                                 | Bücherschrank     | Mahndorf                  | Ost         | Mai 2018  |                                                              | ⊙ Mahndorfer Bahnhof                            |
|                                                                                 | Bücherregal       | Ostertor-/Steintorviertel | Mitte       | Apr. 2020 | Kleines Holzregal vor dem Kultur im Bunker e. V.             | ⊙ Kultur im Bunker e. V. Berliner Straße 22c    |
|                                                                                 | Telefonzelle      | Westend                   | West        |           |                                                              | ⊙ Wartburgplatz                                 |

### Bremerhaven
| Bild | Ausführung    | Stadtteil      | Stadtbezirk | Seit | Anmerkung                                                             | Lage                                                |
| ---- | ------------- | -------------- | ----------- | ---- | --------------------------------------------------------------------- | --------------------------------------------------- |
|      | Telefonzelle  | Fischereihafen | Süd         |      |                                                                       | ⊙ Am Lunedeich                                      |
|      | Bücherschrank | Mitte          | Nord        |      |                                                                       | ⊙ Bürgermeister-Smidt-Straße / Waldemar-Becké-Platz |
|      | Bücherregal   | Fischereihafen | Süd         |      | Im öffentlich zugänglichen Eingangsbereich der Phänomenta Bremerhaven | ⊙ Hoebelstraße 24                                   |
|      | Bücherschrank | Geestemünde    | Süd         |      |                                                                       | ⊙ Humboldtstraße, Am Gymnasium Wesermünde           |
|      | Bücherschrank | Geestemünde    | Süd         |      |                                                                       | ⊙ Kammerweg 6 / Ecke Robert-Koch-Straße             |
|      | Telefonzelle  | Geestemünde    | Süd         |      |                                                                       | ⊙ Kaistraße, Elbinger Platz / Yachthafen            |
|      | Telefonzelle  | Mitte          | Nord        |      |                                                                       | ⊙ Kurfürstenstraße 4                                |
|      | Bücherschrank | Wulsdorf       | Süd         |      | Vor dem Gemeindehaus der Dionysiuskirche                              | ⊙ Am Jedutenberg 2                                  |

## Statistik
Die nachfolgende Statistik stellt die Verteilung der derzeit erfassten öffentlichen Bücherschränke in der Freien Hansestadt Bremen dar. Die sortierbare Liste ermöglicht Vergleiche der Stadtgemeinden und Stadtbezirke sowie zum Landesdurchschnitt hinsichtlich der Anzahl der Bücherschränke, den entfallenden Einwohnern pro Bücherschrank sowie der Fläche in Quadratkilometern pro Bücherschrank:
| Stadtgemeinde | Stadtbezirk | Anzahl | Einwohner (EW) | EW / BS (gerundet) | Fläche (km²) | km² / BS (gerundet) |
| ------------- | ----------- | ------ | -------------- | ------------------ | ------------ | ------------------- |
| Bremen        | Mitte       | 2      | 017.392        | ≈ 09000            | 33,741       | ≈ 17                |
| Bremen        | Nord        | 1      | 098.606        | ≈ 99.000           | 60,376       | ≈ 60                |
| Bremen        | Ost         | 4      | 218.843        | ≈ 55.000           | 108,201      | ≈ 27                |
| Bremen        | Süd         | 4      | 123.303        | ≈ 31.000           | 66,637       | ≈ 17                |
| Bremen        | West        | 2      | 089.216        | ≈ 45.000           | 56,606       | ≈ 28                |
| Bremerhaven   | Nord        | 2      | 065.294        | ≈ 33.000           | 44,75        | ≈ 22                |
| Bremerhaven   | Süd         | 5      | 048.854        | ≈ 10.000           | 49,09        | ≈ 10                |
| Gesamt        | 7           | 20     | 661.508        | ≈ 33.000           | 419,401      | ≈ 21                |